# نابليون ميرفي بروك
نابليون ميرفي بروك (بالإنجليزية: Napoleon Murphy Brock)‏ هو عازف بيانو ومنتج أسطوانات وكاتب أغاني وموسيقي ومغني أمريكي، ولد في 7 يونيو 1945.

## وصلات خارجية
- الموقع الرسمي
- نابليون ميرفي بروك على موقع IMDb (الإنجليزية)
- نابليون ميرفي بروك على موقع ميوزك برينز (الإنجليزية)
- نابليون ميرفي بروك على موقع ديسكوغز (الإنجليزية)
- نابليون ميرفي بروك على موقع قاعدة بيانات الفيلم (الإنجليزية)